# Sophie Delila
Sophie Delila, née le 7 août 1983 à Paris, est une auteure-compositrice-interprète française de musique soul. Elle joue de la guitare et du piano.

## Biographie
Sophie Delila étudie au Berklee College of Music de Boston (Massachusetts) puis s'installe à New York où elle produit son premier album All Yours en 2005. Puis elle s'installe à Londres, elle y est remarquée lors d'une prestation avec Lewis Taylor au Jazz Cafe en 2006. Son album studio Hooked, Universal Music, enregistré à Londres, sort en 2008. Elle se produit sur les scènes françaises et européennes, en 2009.

## Discographie

### Albums studio
- All Yours, autoproduit, 2005
- Hooked, ULM/Universal, 2008, no 103 du Top Albums France pendant une semaine en novembre 2008[5]
- My life could use a remix, Mercury/Universal France, 2014

### Singles
- Nature of the Crime, 2008[6],[7]
- Can't Keep Loving You, 2009[8]
- What Did I Do, 2012, en duo avec Christophe Willem.